# Вайле (стадіон)
«Вайле» (дан. Vejle) - футбольний стадіон в данському місті Вайле, побудований в 2008 році. Домашня арена футбольного клубу «Вайле». Стадіон має дві вежі і дві VIP-ложі. Місткість стадіону - близько 10 500 місць, поле обладнано дренажною системою і системою підігріву. Є одним з найбільших данських стадіонів